# Gran Premio d'Austria 1980
Il Gran Premio d'Austria 1980 è stata la decima prova della stagione 1980 del Campionato mondiale di Formula 1. Si è corsa domenica 17 agosto 1980 sull'Österreichring. La gara è stata vinta dal francese Jean-Pierre Jabouille su Renault; per il vincitore si trattò del secondo, e ultimo, successo nel mondiale. Ha preceduto sul traguardo l'argentino Carlos Reutemann e l'australiano Alan Jones, entrambi su Williams-Ford Cosworth.

## Vigilia

### Sviluppi futuri
Il pilota francese Alain Prost, impegnato con la McLaren, rifiutò una proposta dell'Alfa Romeo, e si avvicinò alla firma con la Ferrari, per la stagione 1981. Vicino al passaggio in Alfa Romeo venne invece indicato Mario Andretti, pilota italoamericano della Lotus. La Williams confermò Carlos Reutemann.
Il 14 agosto gli organizzatori del Circuito Dino Ferrari di Imola, sede del Gran Premio d'Italia, annunciarono che l'ultima ispezione della FISA aveva dato esito positivo per la tenuta della gara. Vi erano invece problemi in merito al Gran Premio degli USA-Est, da tenersi a ottobre sul Watkins Glen International, per la mancanza dei fondi necessari a effettuare le opere richieste per ammodernare il tracciato.

### Aspetti tecnici
La Lotus fece esordire la 81B, affidata al solo Mansell.

### Aspetti sportivi
La Lotus affidò una terza vettura a un pilota inglese esordiente, Nigel Mansell, collaudatore del team, e impegnato in quel periodo in Formula 2. Il team inglese aveva già comunicato l'intenzione di schierare tre vetture nel Gran Premio d'Italia, ma anticipò la scelta. L'ATS non schierò invece una seconda vettura per Harald Ertl, come fatto nella precedente gara in Germania. L'Alfa Romeo iscrisse invece Vittorio Brambilla, per colmare il vuoto lasciato dalla scomparsa di Patrick Depailler, ma il pilota monzese non effettuò nemmeno le prove.

## Qualifiche

### Resoconto
La sessione non cronometrata del venerdì venne caratterizzata da alcuni incidenti. Jochen Mass, dell'Arrows, uscì di pista per evitare la vettura di Alain Prost, che a sua volta aveva perso il controllo della monoposto a causa di una macchia d'olio lasciata sulla pista da Jan Lammers. Mass rimase intrappolato nella sua vettura e ne venne estratto con l'aiuto di alcuni altri piloti (Scheckter, Prost, Arnoux e Lammers); subito trasferito all'ospedale di Knittelfeld, gli venne riscontrata una forte contusione al collo, che però sembrò, inizialmente, non mettere in dubbio la sua partecipazione al resto del weekend. Anche Mario Andretti e Nelson Piquet furono protagonisti di uscite di pista, senza però conseguenze fisiche.
Dopo l'incidente di Mass venne sospesa la sessione ma alcuni piloti vennero multati dagli organizzatori per non aver rispettato le indicazioni dei commissari. A loro volta i piloti criticarono i commissari per non aver segnalato per tempo la macchia d'olio che aveva provocato l'incidente di Mass.
La sessione ufficiale iniziò con un'ora di ritardo, proprio a causa degli incidenti. Il più rapido fu René Arnoux su Renault, in 1'30"39, tempo di quasi quattro secondi più basso di quello fatto registrare, sempre da Arnoux, nelle qualifiche dell'edizione del 1979. Dietro, a quasi un secondo di distanza, chiuse il compagno di scuderia, Jean-Pierre Jabouille. Jones, terzo, non scese sotto l'1'33".
Arnoux si confermò anche al sabato, abbassando il suo limite a 1'30"27, conquistando la terza pole position della carriera in F1. La classifica vedeva le prime tre file occupate da coppie di piloti della stessa scuderia: la prima fila fu della Renault, la seconda della Williams e la terza della Ligier. Alla sessione non prese parte Mass, che fu costretto a portare un collare, a seguito dell'incidente del venerdì. Jody Scheckter, capo della GPDA, evidenziò come il tracciato austriaco fosse molto veloce ma poco sicuro e ottenne dagli organizzatori il miglioramento delle condizioni di sicurezza in taluni punti della pista.

### Risultati
Nella sessione di qualifica si è avuta questa situazione:
| Pos | Nº | Pilota                | Costruttore              | Tempo       | Griglia |
| --- | -- | --------------------- | ------------------------ | ----------- | ------- |
| 1   | 16 | René Arnoux           | Renault                  | 1'30"27     | 1       |
| 2   | 15 | Jean-Pierre Jabouille | Renault                  | 1'31"48     | 2       |
| 3   | 27 | Alan Jones            | Williams-Ford Cosworth   | 1'32"95     | 3       |
| 4   | 28 | Carlos Reutemann      | Williams-Ford Cosworth   | 1'33"07     | 4       |
| 5   | 26 | Jacques Laffite       | Ligier-Ford Cosworth     | 1'33"16     | 5       |
| 6   | 25 | Didier Pironi         | Ligier-Ford Cosworth     | 1'33"22     | 6       |
| 7   | 5  | Nelson Piquet         | Brabham-Ford Cosworth    | 1'33"39     | 7       |
| 8   | 23 | Bruno Giacomelli      | Alfa Romeo               | 1'33"64     | 8       |
| 9   | 12 | Elio De Angelis       | Lotus-Ford Cosworth      | 1'33"76     | 9       |
| 10  | 4  | Derek Daly            | Tyrrell-Ford Cosworth    | 1'34"17     | 10      |
| 11  | 21 | Keke Rosberg          | Fittipaldi-Ford Cosworth | 1'34"33     | 11      |
| 12  | 8  | Alain Prost           | McLaren-Ford Cosworth    | 1'34"35     | 12      |
| 13  | 3  | Jean-Pierre Jarier    | Tyrrell-Ford Cosworth    | 1'34"63     | 13      |
| 14  | 6  | Héctor Rebaque        | Brabham-Ford Cosworth    | 1'34"86     | 14      |
| 15  | 2  | Gilles Villeneuve     | Ferrari                  | 1'34"87     | 15      |
| 16  | 9  | Marc Surer            | ATS-Ford Cosworth        | 1'35"10     | 16      |
| 17  | 11 | Mario Andretti        | Lotus-Ford Cosworth      | 1'35"21     | 17      |
| 18  | 29 | Riccardo Patrese      | Arrows-Ford Cosworth     | 1'35"29     | 18      |
| 19  | 31 | Eddie Cheever         | Osella-Ford Cosworth     | 1'35"40     | 19      |
| 20  | 50 | Rupert Keegan         | Williams-Ford Cosworth   | 1'35"53     | 20      |
| 21  | 7  | John Watson           | McLaren-Ford Cosworth    | 1'35"56     | 21      |
| 22  | 1  | Jody Scheckter        | Ferrari                  | 1'35"61     | 22      |
| 23  | 20 | Emerson Fittipaldi    | Fittipaldi-Ford Cosworth | 1'35"67     | 23      |
| 24  | 43 | Nigel Mansell         | Lotus-Ford Cosworth      | 1'35"71     | 24      |
| NQ  | 14 | Jan Lammers           | Ensign-Ford Cosworth     | 1'36"04     | NQ      |
| NQ  | 30 | Jochen Mass           | Arrows-Ford Cosworth     | senza tempo | NQ      |

## Gara

### Resoconto
Alan Jones scattò in testa sfruttando la maggiore elasticità, in partenza, del suo motore Ford Cosworth DFV, seguito da Didier Pironi, René Arnoux, Bruno Giacomelli (partito ottavo), Jean-Pierre Jabouille, Carlos Reutemann e Nelson Piquet. Laffite, chiuso da Reutemann contro il muretto dei box, dovette rallentare e scivolò nelle retrovie.
Il turbo delle Renault, favorito anche dall'altitudine, fece valere la sua potenza. Nel corso del primo giro Arnoux passò Pironi, mentre Jabouille ebbe la meglio su Giacomelli e, poco dopo, anche sullo stesso Pironi. Al terzo giro Arnoux riprese e passò Jones alla Bosch, ponendosi al comando. Un giro dopo anche Jabouille passò il pilota della Williams: le due Renault si trovarono così prima e seconda. Più dietro Pironi scivolava intanto fuori dalla zona punti, passato da diverse vetture. dopo un testacoda.
Al settimo giro Nelson Piquet passò Reutemann e, quattro giri dopo, anche Bruno Giacomelli alla Rindt. La classifica vedeva così in testa il duo della Renault Arnoux-Jabouille, seguito da Jones, Piquet, Reutemann e Giacomelli. Al giro 18 Reutemann prese una posizione a Giacomelli.
Al 21º giro Jones passò Jabouille, che però fu presto capace di riprendere la posizione. Nel giro 22 René Arnoux fu costretto, per la degradazione degli pneumatici, a rientrare ai box. Rientrò in pista al decimo posto. A condurre ora si trovò il suo compagno di scuderia Jean-Pierre Jabouille, sempre seguito da Alan Jones.
Nelson Piquet scontava nel frattempo problemi tecnici alla sua Brabham, tanto da dover cedere due posizioni, a Carlos Reutemann e Bruno Giacomelli. Al ventiquattresimo giro perciò, dietro a Jabouille e Jones, vi erano Reutemann, Giacomelli, Piquet, Jacques Laffite ed Elio De Angelis. La gara di Giacomelli s'interruppe al giro 28 per la rottura di una sospensione. Arnoux vide la sua rimonta frenata da una foratura che lo costrinse a una nuova sosta ai box al giro 30.
Al giro 36, dopo un lungo duello, Jacques Laffite passò Nelson Piquet per il quarto posto. Anche la Renault di Jabouille era in crisi con gli pneumatici, tanto che il francese dovette rallentare il ritmo. Al giro 40, intanto, Arnoux, fu costretto nuovamente ai box.
Jean-Pierre Jabouille, che non aveva ancora fatto segnare punti iridati, vinse per la seconda, e ultima volta, in carriera. Curiosamente, come nel 1979, questo pilota andò a punti in una sola occasione in tutto il mondiale, ma grazie a una vittoria. Alan Jones, in rimonta, chiuse secondo, terzo fu Reutemann, poi Laffite, Piquet e De Angelis.

### Risultati
I risultati del gran premio furono i seguenti:
| Pos | No | Pilota                | Costruttore              | Giri | Tempo/Ritiro        | Pos. Griglia | Punti |
| --- | -- | --------------------- | ------------------------ | ---- | ------------------- | ------------ | ----- |
| 1   | 15 | Jean-Pierre Jabouille | Renault                  | 54   | 1h26'15"73          | 2            | 9     |
| 2   | 27 | Alan Jones            | Williams-Ford Cosworth   | 54   | +0"82               | 3            | 6     |
| 3   | 28 | Carlos Reutemann      | Williams-Ford Cosworth   | 54   | +19"36              | 4            | 4     |
| 4   | 26 | Jacques Laffite       | Ligier-Ford Cosworth     | 54   | +42"02              | 5            | 3     |
| 5   | 5  | Nelson Piquet         | Brabham-Ford Cosworth    | 54   | +1'02"81            | 7            | 2     |
| 6   | 12 | Elio De Angelis       | Lotus-Ford Cosworth      | 54   | +1'14"97            | 9            | 1     |
| 7   | 8  | Alain Prost           | McLaren-Ford Cosworth    | 54   | +1'33"41            | 12           |       |
| 8   | 2  | Gilles Villeneuve     | Ferrari                  | 53   | +1 giro             | 15           |       |
| 9   | 16 | René Arnoux           | Renault                  | 53   | +1 giro             | 1            |       |
| 10  | 6  | Héctor Rebaque        | Brabham-Ford Cosworth    | 53   | +1 giro             | 14           |       |
| 11  | 20 | Emerson Fittipaldi    | Fittipaldi-Ford Cosworth | 53   | +1 giro             | 23           |       |
| 12  | 9  | Marc Surer            | ATS-Ford Cosworth        | 53   | +1 giro             | 16           |       |
| 13  | 1  | Jody Scheckter        | Ferrari                  | 53   | +1 giro             | 22           |       |
| 14  | 29 | Riccardo Patrese      | Arrows-Ford Cosworth     | 53   | +1 giro             | 18           |       |
| 15  | 50 | Rupert Keegan         | Williams-Ford Cosworth   | 52   | +2 giri             | 20           |       |
| 16  | 21 | Keke Rosberg          | Fittipaldi-Ford Cosworth | 52   | +2 giri             | 11           |       |
| Rit | 43 | Nigel Mansell         | Lotus-Ford Cosworth      | 40   | Motore              | 24           |       |
| Rit | 7  | John Watson           | McLaren-Ford Cosworth    | 34   | Motore              | 21           |       |
| Rit | 23 | Bruno Giacomelli      | Alfa Romeo               | 28   | Ruota               | 8            |       |
| Rit | 25 | Didier Pironi         | Ligier-Ford Cosworth     | 25   | Tenuta di strada    | 13           |       |
| Rit | 3  | Jean-Pierre Jarier    | Tyrrell-Ford Cosworth    | 25   | Problemi elettrici  | 6            |       |
| Rit | 31 | Eddie Cheever         | Osella-Ford Cosworth     | 23   | Cuscinetto di ruota | 19           |       |
| Rit | 4  | Derek Daly            | Tyrrell-Ford Cosworth    | 12   | Freni               | 10           |       |
| Rit | 11 | Mario Andretti        | Lotus-Ford Cosworth      | 6    | Motore              | 17           |       |
| NQ  | 14 | Jan Lammers           | Ensign-Ford Cosworth     |      |                     |              |       |
| NQ  | 30 | Jochen Mass           | Arrows-Ford Cosworth     |      | Ferito              |              |       |

## Classifiche

### Piloti
| Pos. | Pilota                | Punti |
| ---- | --------------------- | ----- |
| 1    | Alan Jones            | 47    |
| 2    | Nelson Piquet         | 36    |
| 3    | Carlos Reutemann      | 30    |
| 4    | Jacques Laffite       | 28    |
| 5    | René Arnoux           | 23    |
| 6    | Didier Pironi         | 23    |
| 7    | Jean-Pierre Jabouille | 9     |
| 8    | Riccardo Patrese      | 7     |
| =    | Elio De Angelis       | 7     |
| 10   | Derek Daly            | 6     |
| 11   | Emerson Fittipaldi    | 5     |
| 12   | Keke Rosberg          | 4     |
| 13   | Jochen Mass           | 4     |
| 14   | Jean-Pierre Jarier    | 4     |
| =    | Bruno Giacomelli      | 4     |
| 16   | Gilles Villeneuve     | 4     |
| =    | Alain Prost           | 4     |
| 18   | John Watson           | 3     |
| 19   | Jody Scheckter        | 2     |

### Costruttori
| Pos. | Team                     | Punti |
| ---- | ------------------------ | ----- |
| 1    | Williams-Ford Cosworth   | 77    |
| 2    | Ligier-Ford Cosworth     | 51    |
| 3    | Brabham-Ford Cosworth    | 36    |
| 4    | Renault                  | 32    |
| 5    | Arrows-Ford Cosworth     | 11    |
| 6    | Tyrrell-Ford Cosworth    | 10    |
| 7    | Fittipaldi-Ford Cosworth | 9     |
| 8    | Lotus-Ford               | 7     |
| 9    | McLaren-Ford Cosworth    | 7     |
| 10   | Ferrari                  | 6     |
| 11   | Alfa Romeo               | 4     |